# Réservoir Laforge 2
Das Réservoir Laforge 2 ist ein Stausee in der kanadischen Provinz Québec. 

## Lage
Der Stausee liegt in der Region Jamésie und ist Bestandteil des Baie-James-Wasserkraftprojekts.
Der Staudamm Barrage Laforge-2 wurde in den Jahren 1993 bis 1996 errichtet und hält das Wasser des Rivière Laforge, eines Nebenflusses des La Grande Rivière, zurück.
Das zugehörige Wasserkraftwerk Laforge-2 besitzt eine Leistung von 319 MW, die Fallhöhe beträgt 27,4 Meter. Das Wasserkraftwerk Brisay am Réservoir de Caniapiscau liegt oberstrom und reguliert den Zufluss in das Réservoir Laforge 2.